# Pyrgodera
Pyrgodera is een geslacht van rechtvleugeligen uit de familie veldsprinkhanen (Acrididae). De wetenschappelijke naam van dit geslacht is voor het eerst geldig gepubliceerd in 1846 door Fischer von Waldheim.

## Soorten
Het geslacht Pyrgodera omvat de volgende soorten:
- Pyrgodera armata Fischer von Waldheim, 1846
- Pyrgodera cristata Fischer von Waldheim, 1822